# Oliwia Zimoląg
Oliwia Zimoląg (* 7. März 2005) ist eine polnische Leichtathletin, die sich auf den Sprint spezialisiert hat.

## Sportliche Laufbahn
Erste internationale Erfahrungen sammelte Oliwia Zimoląg im Jahr 2022, als sie bei den U18-Europameisterschaften in Jerusalem mit 11,95 s im Halbfinale im 100-Meter-Lauf ausschied und mit der polnischen Sprintstaffel (1000 Meter) zum Finaleinzug verhalf. Im Jahr darauf belegte er bei den U20-Europameisterschaften ebendort in 45,41 s den fünften Platz in der 4-mal-100-Meter-Staffel und 2024 wurde sie bei den U20-Weltmeisterschaften in Lima in 44,95 s Vierter im Staffelbewerb, während sie über 100 Meter mit 12,23 s nicht über den Vorlauf hinauskam.
2024 wurde Zimoląg polnische Meisterin in der 4-mal-100-Meter-Staffel.

## Persönliche Bestleistungen
- 100 Meter: 11,60 s (+1,7 m/s), 15. Juni 2024 in Gliwice
  - 60 Meter (Halle): 7,38 s, 13. Januar 2024 in Toruń